# Paracoccus kajiadoensis
Paracoccus kajiadoensis är en insektsart som först beskrevs av De Lotto 1961.  Paracoccus kajiadoensis ingår i släktet Paracoccus och familjen ullsköldlöss.
Artens utbredningsområde är Kenya. Inga underarter finns listade i Catalogue of Life.